# 아르장퇴유의 눈
아르장퇴유의 눈(프랑스어: Rue sous la neige, Argenteuil)은 프랑스의 인상파 화가 클로드 모네가 그린 풍경화이다. 1874년~1875년 겨울 프랑스 아르장퇴유의 고향마을을 그린 18점의 작품 중 가장 크기가 큰 작품으로, 눈으로 뒤덮인 시골길을 표현하고 있다. 빌덴슈타인의 모네 카탈로그에는 W.352로 등록되어 있으며, 현재 영국 런던의 내셔널 갤러리에 소장되어 있다.

## 상세
동시기 아르장퇴유를 그린 소형화에서는 세부묘사가 뚜렷하게 드러나 신경을 썼지만, 이 그림에서는 그다지 드러나지 않는 모습이다. 그 대신 모네는 캔버스의 넓은 영역을 파란색과 회색의 비슷한 톤과 색상으로 덮었다. 그런 뒤 녹색, 노란색, 빨간색, 남색을 조금씩 덧칠해 넓은 영역을 나누어 표현하고, 다양한 색상을 일종의 안무처럼 배치해 그림을 하나로 묶도록 일조하였다. 도로 표면의 붓칠 묘사는 그림 속 다른 부분보다 두텁게 되어 있으며, 임파스토 기법으로 흐트러진 눈의 느낌을 살렸다.
1874년~1875년 겨울 모네가 그렸던 아르장퇴유의 눈 풍경화는 대부분 모네 가족이 이제 막 이사왔던, 생드니 대로변에 자리한 집 주변에서 그려졌다. 작품 속의 시점 역시 생드니 대로와 라 부아데방 길(rue de la Voie-des-Bans)이 만나는 교차로 쪽 방면을 바라보고 있다. 실제 현장과는 달리 뒷편의 센강은 잘 보이지 않고, 그 대신 마을 기차역이 그림 속에 드러나고 있다.
1879년 12월 테오도르 뒤레(Théodore Duret)가 모네로부터 구입하였다. 그로부터 몇 년 뒤 뒤레는 이 작품을 본 화가 에두아르 마네의 일화를 다음과 같이 회상하고 있다. "어느 겨울, 마네는 눈풍경을 그리고 싶어했다. 내가 갖고 있던 모네 그림은 그것과 똑 닮아 있었다. 마네도 그림을 보고 '완벽하다, 여기서 어떻게 더 잘 그릴 수 있겠어'라며 눈 풍경 그리기를 포기했다".[A] 이후 1892년 파리의 미술거래사인 부소 발라동 시가 뒤레에게서 이 그림을 구입하였으며, 1893년에는 미국 코네티컷주 노가턱 (Naugatuck)에 거주하는 해리스 휘트모어 (Harris Whittemore)가 구입했다. 1970년대 초에는 뉴욕의 아쿠아벨라 갤러리가 인수하였으며, 그 후 1973년경 사이먼 세인즈베리가 구입하였다. 마지막으로 2006년 사이먼 세인즈베리가 런던 국립 미술관에 그림을 기증하면서 현재까지 소장되어 있다.

## 같이 보기
- 클로드 모네의 작품 목록